# Regnbågssardin
Regnbågssardin (Dussumieria acuta) är en fiskart som beskrevs av Valenciennes, 1847. Regnbågssardin ingår i släktet Dussumieria och familjen sillfiskar. Inga underarter finns listade i Catalogue of Life.